# 샐러드 크림
샐러드 크림(Salad cream)은 물에 약 25~50퍼센트의 기름이 유화액 형태로 섞여 있으며, 달걀 노른자로 유화되고 증류 식초로 산성화된 크림색의 옅은 노란색 조미료이다. 성분은 마요네즈와 다소 유사하지만, 마요네즈는 기름을 주성분으로 하는 반면 샐러드 크림은 식초와 물을 기반으로 한다. 샐러드 크림과 마요네즈 모두 일반적으로 설탕, 머스터드, 소금, 증점제, 향신료, 착향료 및 착색제와 같은 다른 재료를 포함한다. 최초의 기성 상업 제품은 1914년 영국에서 출시되었으며, 그곳에서는 샐러드 드레싱과 샌드위치 스프레드로 사용된다.
역사적으로 빅토리아 시대 자료에 자주 언급되는 샐러드 크림은 "삶은 달걀을 크림, 머스터드, 소금, 식초와 함께 퓨레로 만든 것"으로 구성되었다.

## 브랜드
영국에서는 H. J. 하인즈 컴퍼니와 크로스 & 블랙웰을 포함한 회사에서 생산되었다. 하인즈 샐러드 크림은 하인즈 브랜드 중 영국 시장을 위해 독점적으로 개발된 최초의 제품이었다. 1914년 하인즈의 할레스덴 주방에서 처음 만들어질 때 손으로 준비되었다. 병은 짚으로 안을 채운 통에 각각 12개씩 포장되었다. 할당량은 하루 180다스 병이었고, 작업자들이 목표를 초과하면 다스당 0.5페니의 보너스가 지급되었다.
1990년대에 하인즈는 이 브랜드를 단종하는 것을 고려하고 있었다. BBC는 대중의 반응을 "분노"라고 묘사했다. 하인즈는 몇 달 후 1천만 파운드 광고 캠페인, 재디자인된 포장, 인상된 가격으로 샐러드 크림을 재출시했다.
2017년, 닐슨의 데이터에 따르면 샐러드 크림은 2,880만 파운드의 매출을 기록하며 영국에서 5번째로 많이 팔린 테이블 소스였다.

## 같이 보기
- 소스 (음식) 목록
- 미라클 휩, 유사한 북미 조미료